# Saint-Martin-de-Cenilly
Saint-Martin-de-Cenilly là một xã thuộc tỉnh Manche trong vùng Normandie tây bắc nước Pháp. Xã này nằm ở khu vực có độ cao trung bình 119 mét trên mực nước biển. Diện tích là 6,76 km2, dân số năm 1999 là 212 người.